# Gena Rowlands
Gena Catherine Rowlands (Madison, Wisconsin, 1930. június 19. – Indian Wells, Kalifornia, 2024. augusztus 14.) háromszoros Primetime Emmy- és kétszeres Golden Globe-díjas amerikai színésznő.

## Élete és pályafutása
Edwin Merwin Rowlands és Mary Allen Neal gyermekeként született.
Egyetemi tanulmányait a Wisconsini Egyetemen végezte 1952–1953 között. 1953-ban elvégezte az Amerikai Színművészeti Akadémiát, New Yorkban.
1954-ben debütált a Broadwayen. 1958 óta szerepelt filmekben.

## Magánélete
1954-1989 között John Cassavetes filmrendező volt a férje. Három gyermeke van; Nick Cassavetes (1959), Alexandra Cassavetes (1965) és Zoe Cassavetes (1970).

## Filmográfia

### Film
| Év   | Magyar cím                   | Eredeti cím                    | Szerep                 | Magyar hang        | Rendező                |
| ---- | ---------------------------- | ------------------------------ | ---------------------- | ------------------ | ---------------------- |
| 1958 |                              | The High Cost of Loving        | Jenny Fry              |                    | Jose Ferrer            |
| 1959 |                              | Shadows                        | nő a Nightclubban      |                    | John Cassavetes        |
| 1962 | Az utolsó cowboy             | Lonely Are the Brave           | Jerry Bondi            | Kovács Nóra        | David Miller           |
| 1962 | Az utolsó cowboy             | Lonely Are the Brave           | Jerry Bondi            | Orosz Anna         | David Miller           |
| 1962 | A spirális út                | The Spiral Road                | Els                    |                    | Robert Mulligan        |
| 1963 | Gyermeki várakozás           | A Child Is Waiting             | Sophie Widdicombe      | Orosz Anna         | John Cassavetes (2)    |
| 1967 | Tony Rome                    | Tony Rome                      | Rita Kosterman         |                    | Gordon Douglas         |
| 1968 | Arcok                        | Faces                          | Jeannie Rapp           | Kiss Mari          | John Cassavetes (3)    |
| 1969 | A sérthetetlenek             | Machine Gun McCain             | Rosemary Scott         | Hámori Ildikó      | Giuliano Montaldo      |
| 1971 | Minnie és Moskowitz          | Minnie and Moskowitz           | Minnie Moore           | Almási Éva         | John Cassavetes (4)    |
| 1974 | Egy hatás alatt álló nő      | A Woman Under the Influence    | Mabel Longhetti        | Kiss Mari          | John Cassavetes (5)    |
| 1976 | Rémület a stadionban         | Two-Minute Warning             | Janet                  | Andai Györgyi      | Larry Peerce           |
| 1976 | Rémület a stadionban         | Two-Minute Warning             | Janet                  | Menszátor Magdolna | Larry Peerce           |
| 1977 | Premier                      | Opening Night                  | Myrtle Gordon          | Kiss Mari          | John Cassavetes (6)    |
| 1978 | Haláli meló                  | The Brink's Job                | Mary Pino              | F. Nagy Erika      | William Friedkin       |
| 1978 | Haláli meló                  | The Brink's Job                | Mary Pino              | Bencze Ilona       | William Friedkin       |
| 1980 | Glória                       | Gloria                         | Gloria Swenson         | Básti Juli         | John Cassavetes (7)    |
| 1982 | Vihar                        | Tempest                        | Antonia Dimitrius      | Földi Teri         | Paul Mazursky          |
| 1984 | Szeretetáradat               | Love Streams                   | Sarah Lawson           | Menszátor Magdolna | John Cassavetes (8)    |
| 1987 | Hajnalfény                   | Light of Day                   | Jeanette Rasnick       | Hámori Ildikó      | Paul Schrader          |
| 1988 | Egy másik asszony            | Another Woman                  | Marion Post            | Tímár Éva          | Woody Allen            |
| 1991 | Egyszer fent...              | Once Around                    | Marilyn Bella          | Győry Franciska    | Lasse Hallström        |
| 1991 | Éjszaka a Földön             | Night on Earth                 | Victoria Snelling      |                    | Jim Jarmusch           |
| 1991 | Ted és Venus                 | Ted & Venus                    | Mrs. Turner            |                    | Bud Cort               |
| 1993 | Néma sikoly                  | Silent Cries                   | Peggy Sutherland       |                    | Anthony Page           |
| 1995 | Szóbeszéd                    | Something to Talk About        | Georgia King           | Tordai Teri        | Lasse Hallström (2)    |
| 1995 | A neonbiblia - Részigazságok | The Neon Bible                 | Mae Morgan             |                    | Terence Davies         |
| 1996 | Csillagot az égből           | Unhook the Stars               | Mildred "Millie" Hawks | Szabó Éva          | Nick Cassavetes        |
| 1997 | Életem szerelme              | She's So Lovely                | Miss Jane Green        | Császár Angela     | Nick Cassavetes (2)    |
| 1998 | Paulie                       | Paulie                         | Ivy                    | Dallos Szilvia     | John Roberts           |
| 1998 | Majd elválik                 | Hope Floats                    | Ramona Calvert         | Dallos Szilvia     | Forest Whitaker        |
| 1998 | Az óriás                     | The Mighty                     | Gram                   | Dallos Szilvia     | Peter Chelsom          |
| 1998 | Szeress, ha tudsz!           | Playing by Heart               | Hannah                 | Dallos Szilvia     | Willard Carroll        |
| 1999 | A víkend                     | The Weekend                    | Laura Ponti            |                    | Brian Skeet            |
| 2004 | Életeken át                  | Taking Lives                   | Mrs. Asher             | Dallos Szilvia     | D. J. Caruso           |
| 2004 | Szerelmünk lapjai            | The Notebook                   | Allie Calhoun idősen   | Tímár Éva          | Nick Cassavetes (3)    |
| 2005 | A titkok kulcsa              | The Skeleton Key               | Violet Devereaux       | Szabó Éva          | Iain Softley           |
| 2006 | Párizs, szeretlek!           | Paris, je t'aime               | Gena                   | Szabó Éva          | Frédéric Auburtin      |
| 2006 | Párizs, szeretlek!           | Paris, je t'aime               | Gena                   | Szabó Éva          | Gérard Depardieu       |
| 2007 | Tört angolsággal             | Broken English                 | Vivien Wilder-Mann     | Szabó Éva          | Zoe Cassavetes         |
| 2007 | Persepolis                   | Persepolis                     | nagymama               |                    | Marjane Satrapi        |
| 2007 | Persepolis                   | Persepolis                     | nagymama               | Vincent Paronnaud  |                        |
| 2011 |                              | Olive                          | Tess M Powell          |                    | Hooman Khalili         |
| 2011 | Patrick Gilles               | Olive                          | Tess M Powell          |                    |                        |
| 2012 | Yellow                       | Yellow                         | Mimi                   |                    | Nick Cassavetes (4)    |
| 2014 |                              | Parts Per Billion              | Esther                 |                    | Brian Horiuchi         |
| 2014 | Hat hét, hat tánc            | Six Dance Lessons in Six Weeks | Lily Harrison          |                    | Arthur Allan Seidelman |

### Televízió
- 2002: Pasifogó kísérletek (Hysterical Blindness)